# Makoto Shinkai
Makoto Shinkai (japanska: 新海誠 Shinkai Makoto?), född 9 februari 1973 i Koumi i Nagano, är en japansk regissör av anime, animatör och seiyū (röstskådespelare). Han slog igenom 2002 med sin kortfilm Hoshi no koe och har därefter producerat sex långfilmer och ett antal kortfilmer. Your Name från 2016 blev oväntat årets största japanska biosuccé, och även Weathering with You (2019) och Suzume (2022) har blivit stora framgångar.
Shinkais filmer kretsar ofta kring ung kärlek och problem med att få den att överleva avstånd. 2011 års Hoshi o ou kodomo är ett fantasyäventyr inspirerat av Shinkais favoritfilm, Laputa – slottet i himlen. Your Name var delvis en förväxlingskomedi.

## Biografi

### Bakgrund
Shinkai är född och uppvuxen i Nagano prefektur i Japan och studerade japansk litteratur på universitetet.
År 1999 skapade Shinkai Kanojo to kanojo no neko ('Hon och hennes katt'), en fem minuter lång animation i gråtoner. Den vann ett flertal priser, inklusive första priset i DoGA CG Animation-tävlingen år 2000. Filmen beskriver en katts liv med sin unga kvinnliga ägare ur dess eget perspektiv.

### Genombrottsfilm
Efter att ha vunnit detta pris började Shinkai fundera på en efterföljare medan han fortsatte med sitt arbete som grafisk designer på spelföretaget Falcom. Några månader senare, i juni 2000, fick Shinkai inspirationen till Hoshi no koe (engelska: Voices of a Distant Star) då han tecknade en flicka i ett förarkabin med en mobiltelefon i handen. Något senare kontaktades han av informationsportalen Mangazoo och dess ägare – produktionsbolaget Comix Wave – som erbjöd honom möjligheten till samarbete. Detta gav honom chansen att skapa en anime av sin idé som de kunde sälja. I maj 2001 slutade han på Falcom och började arbeta på Hoshi no koe, producerad av Comix Wave. I en intervju har Shinkai sagt att arbetet tog honom sju månader.
I denna uppmärksammade kortfilm utforskade Shinkai en stil och bärande teman som han därefter skulle återkomma till fler gånger. Ung kärlek och kampen för att få den att överleva avstånd av olika slag presenterades mot en bakgrund av stillsamt vackra skyar och stämningsfulla naturscenerier.

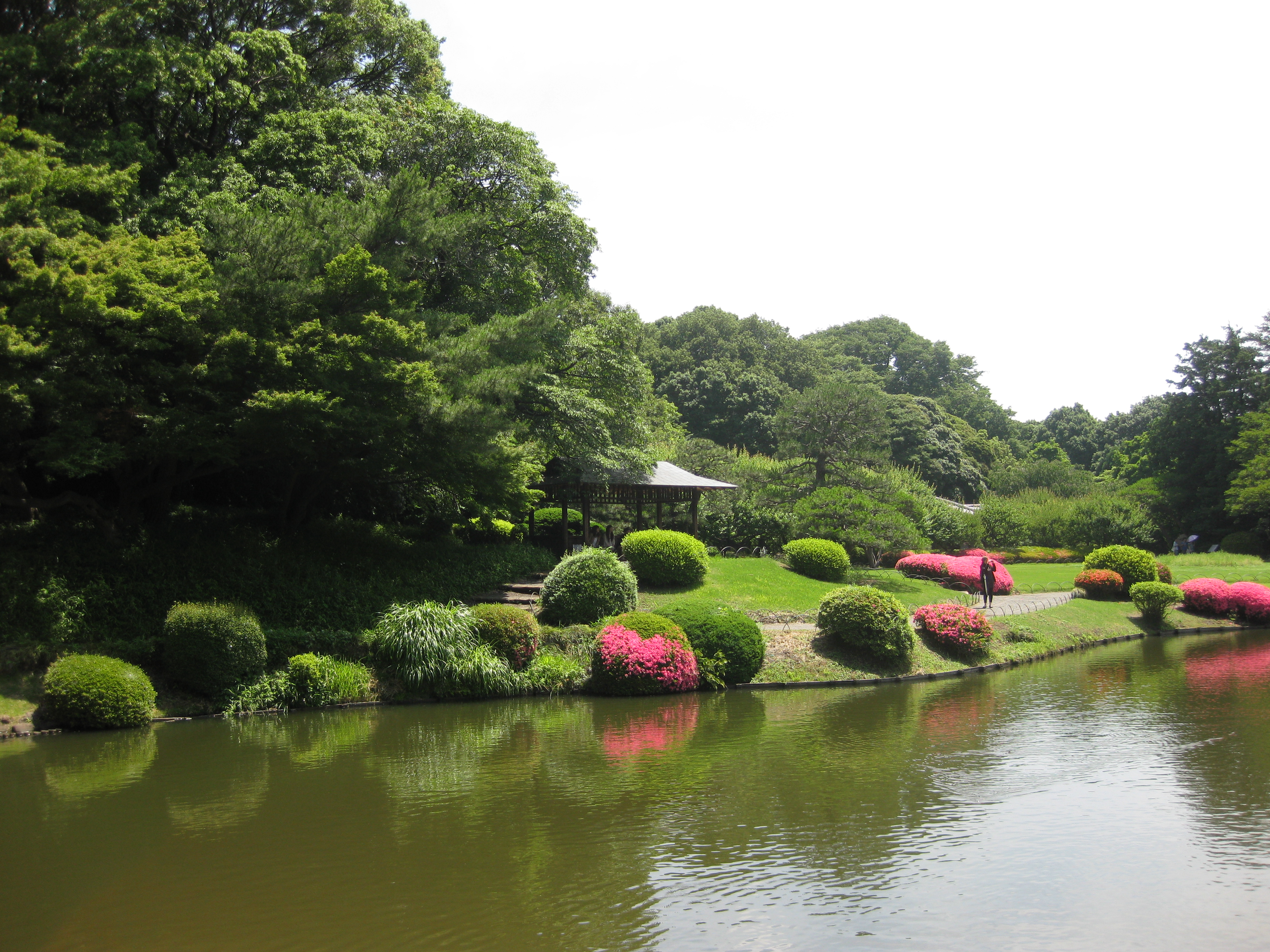
Shinkais filmer lägger stor vikt på stämningar och miljöer. Shinjuku Gyoen-parken i Tokyo figurerar flitigt i Kotonoha no niwa. Här sitter en gymnasiepojke och en lärarinna regniga sommarmorgnar, under taket på en paviljong påminnande om den på fotot.

### Novellfilmer, Laputa-inspiration
Hoshi no koe följdes av den 90 minuter långa filmen Kumo no mukō, yakusoku no basho (engelska: The Place Promised in Our Early Days) som hade premiär i Japan den 20 november 2004. Filmen togs emot väl av kritiker och vann många priser.
Shinkai presenterade därefter Byōsoku go centimetre (engelska: 5 Centimeters Per Second), som hade premiär den 3 mars 2007. Den består av tre korta filmer, Ōkashō, Cosmonaut och Byōsoku go centimetre och är sammantaget ungefär en timme lång.

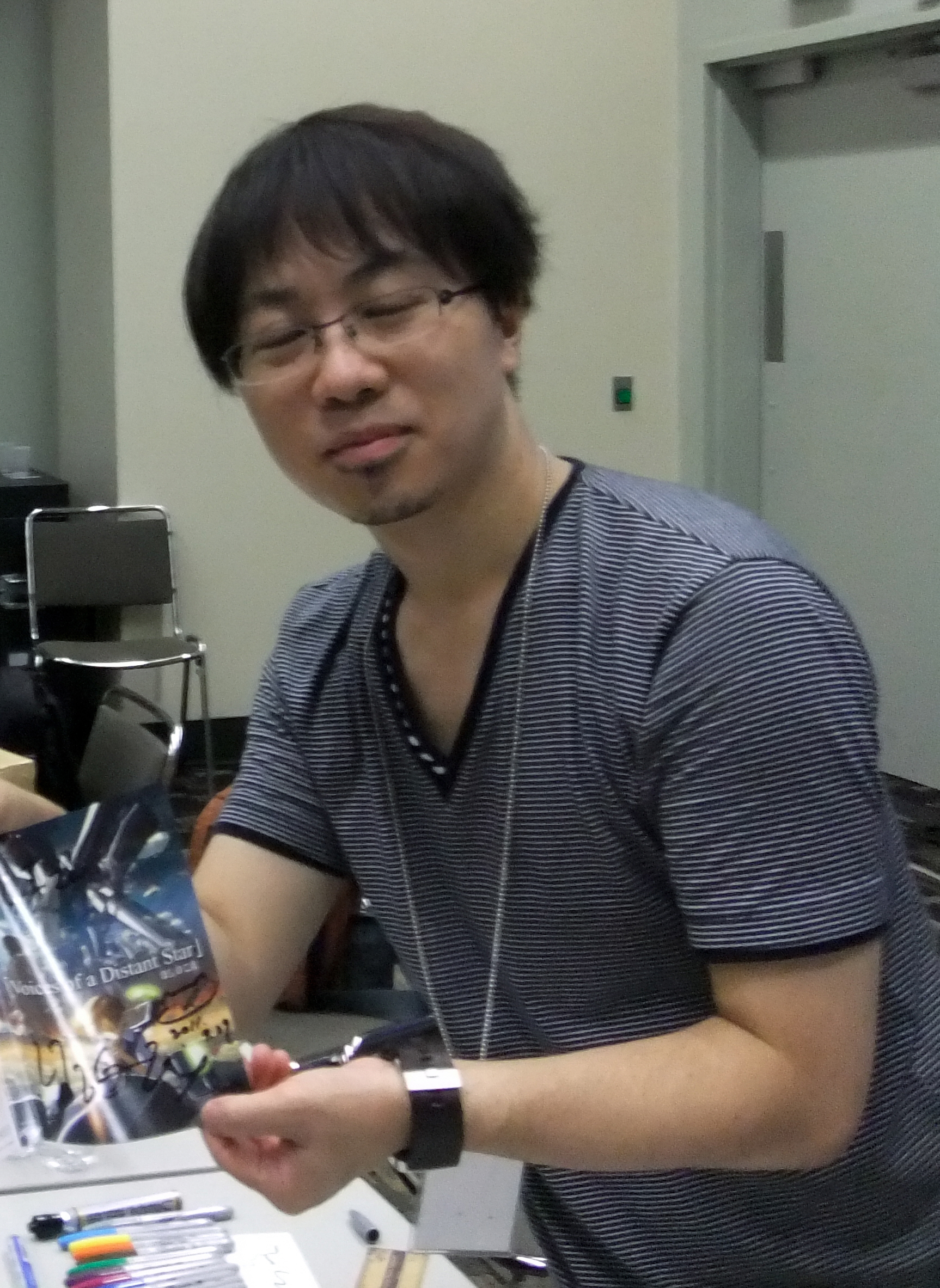
Makoto Shinkai, vid Otakon 2011.

Under november 2010 avslöjade Shinkai titeln på sin kommande film – Hoshi o ou kodomo (engelska: Children Who Chase Lost Voices from Deep Below eller Journey to Agartha). En trailer släpptes den 9 november, och filmen hade sedan japansk premiär 7 maj 2011.
De två förstnämnda filmerna fortsatte stilen från Hoshi no koe, med känslosamt och tillbakahållet berättade historier om unga människor och deras relationer. Skillnaden var snarast i längden och komplexiteten; i den första filmen följer man tre vänners uppväxt och hur livet för dem isär, medan den andra är en tredelad kärleksberättelse med samma grundtema. Båda filmerna är präglade av det nostalgiska berättande kring saknaden över det förflutna som brukar benämnas mono no aware ('sakernas ledsamhet'). Den tredje filmen har dock mer gemensamt med Shinkais favoritfilm, Hayao Miyazakis Laputa – Slottet i himlen, där båda filmerna är äventyrsfilmer baserade på klassiska legender eller fantasyböcker.
31 maj 2013 hade Shinkais Kotonoha no niwa (japanska: 言の葉の庭?) japansk premiär. Därefter deltog han under juli på Anime Expo 2013 i Houston. Den 46 minuter långa filmen släpptes på DVD och Blu-ray i Nordamerika – under namnet The Garden of Sorrows – den 6 augusti 2013. Samma år presenterades även den sju minuter korta filmen Dareka no manazashi.

### Tre storfilmer

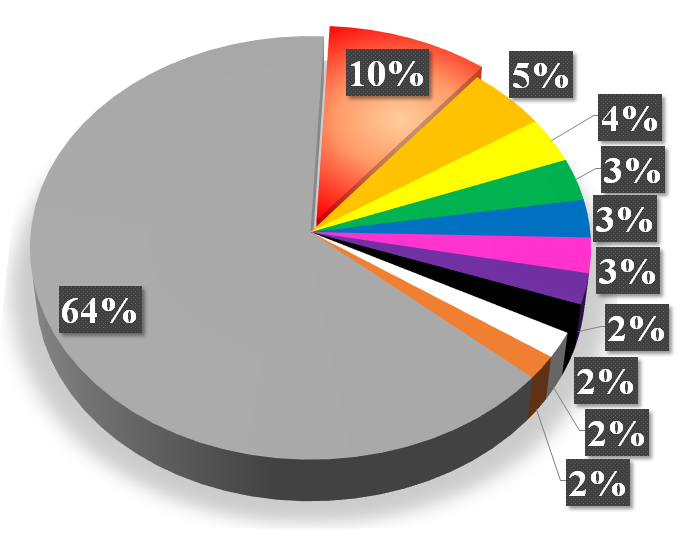
Your Name stod för 10 procent av de totala japanska biointäkterna under 2016.

2016 kom en film som bröt mönstret på flera sätt. Shinkais Kimi no na wa – marknadsförd internationellt som Your Name – var en film med ett ungt kärlekspar, distansen mellan de två var ett viktigt tema, och filmen var vackert producerad. Men den var på en och samma gång en katastroffilm och en science fiction-film med ett starkt driv i berättandet och en hel del humor. Den slog an hos en mycket större publik än normalt för Makoto Shinkai, som här lanserades som en av arvtagarna för nu definitivt pensionerade veteranen Hayao Miyazaki. Filmen dominerade de japanska biotopplistorna i flera månader, och inklusive de internationella intäkter slog den till och med Spirited Aways dåvarande rekord som den mest inkomstbringande animefilmen någonsin. Det gick så långt att Shinkai, i ett försök att minska uppmärksamheten kring honom och hans filmskapande, bad folk att inte gå och se filmen.
Tre år senare återkom Shinkai med Tenki no ko, internationellt lanserad som Weathering with You. Denna film om lockade "endast" hälften så många biobesökare som föregångaren, men detta räckte för att den efter 2019 skulle placera sig som femma på listan över de mest framgångsrika animefilmerna genom tiderna – före en stor del av den internationella lanseringen. Den är en romantisk fantasyfilm, med en väderförändrande ung flicka i en av huvudrollerna. Filmen valdes ut som Japans bidrag i kampen om bästa icke-engelskspråkiga långfilm till Oscarsgalan 2020.
Hösten 2022 hade Suzume japansk biopremiär. Filmen, som delvis är inspirerad av den japanska tsunamikatastrofen 2011, blev årets näst mest framgångsrika japanska biofilm och den fjärde mest framgångsrika animefilmen genom tiderna. Den gick våren 2023 upp på bio på en mängd utländska marknader.

## Stil och övrigt

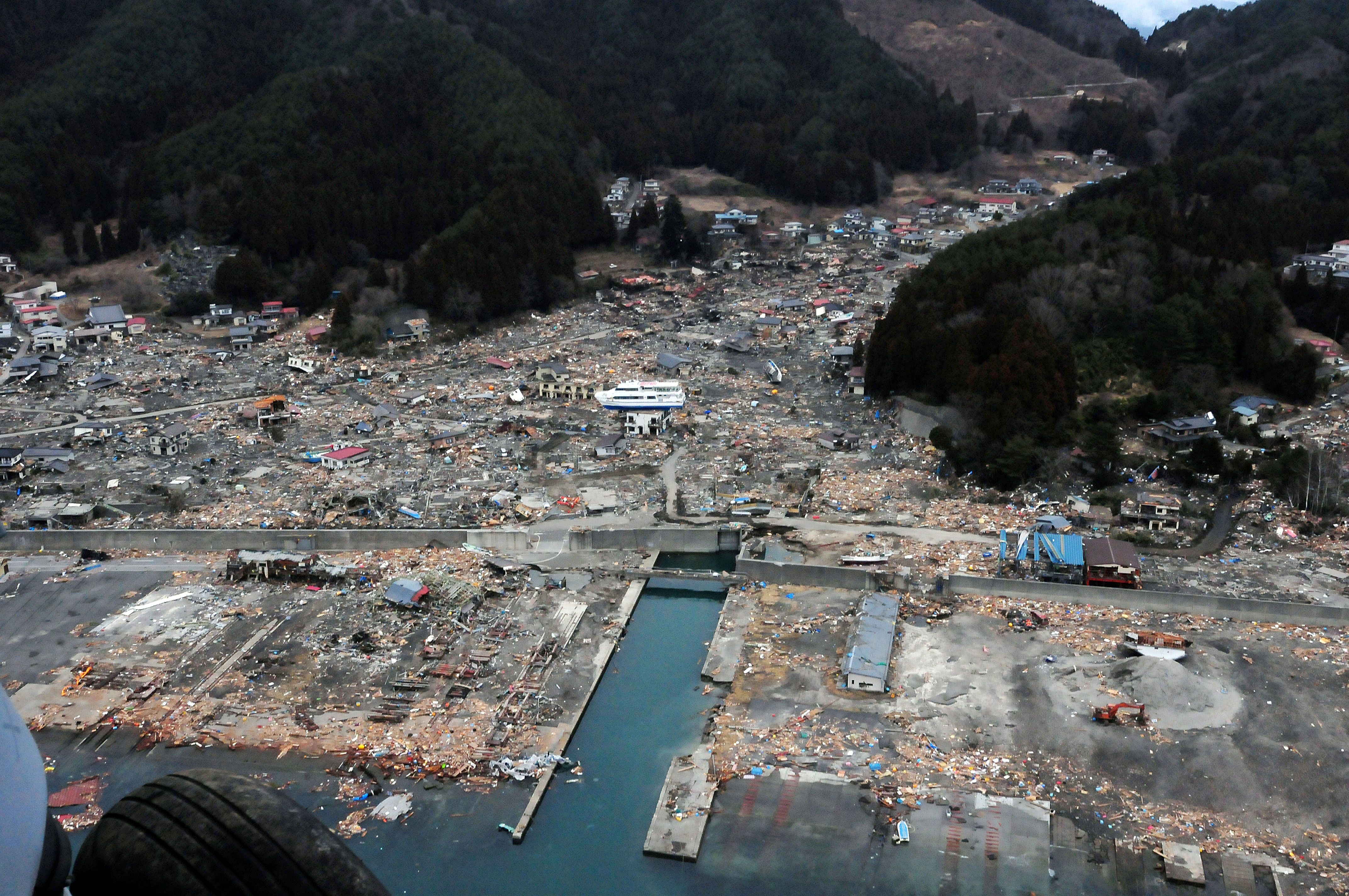
Jordbävningen och tsunamin 2011 tjänade som inspiration för Suzume. Den strandade katamaranen på denna flygbild från Ōtsuchi i Iwate tjänade som prototyp för den strandade farkost som dyker upp i en scen i filmen.

Shinkai ser själv all manga, anime och romaner han läste i mellanskolan (motsvarande det svenska högstadiet) som orsaken till sin passion för skapandet. Hans favoritanime är Laputa – Slottet i himlen av Hayao Miyazaki. I ett flertal recensioner, bland annat hos Anime Advocates och Active Anime, har Shinkai också kallats för "den nya Miyazaki". Shinkai anser dock själv att jämförelsen "är en överdrift".
Shinkais berättande och animerade koncentrerar sig på de små detaljerna, som regniga eftermiddagar, cykelturer, molnens färd över himlen eller hur körsbärsbladen faller till marken. I animationen tar han ofta fram den ofta flyktiga skönheten i tillvarons upplevelser, och upplevelser som de olika rollfigurer kan drömma sig tillbaka till när de minns sin uppväxt och vilka de tillbringat den med. Makoto Shinkai nämns också ofta i samband med japanska filmare eller berättare som konsekvent arbetar med den nostalgimättade genren mono no aware. Med sina storfilmer på senare år berör han också människans komplexa relation till naturen och vår del av klimat- och väderförändringar.
Vid sidan om sina egna projekt arbetar Shinkai med att animera öppningssekvenser till erotiska visuella romaner hos företaget Minori.

## Filmografi (urval)
- 1999 – Kanojo to kanojo no neko (engelska: She and Her Cat)
- 2002 – Hoshi no koe (Voices of a Distant Star)
- 2004 – Kumo no mukō, yakusoku no basho (The Place Promised in Our Early Days)
- 2007 – Byōsoku go centimetre (5 Centimeters Per Second)
- 2011 – Hoshi o ou kodomo (Children Who Chase Lost Voices from Deep Below eller Journey to Agartha)
- 2013 – Kotonoha no niwa (The Garden of Words)
- 2013 – Dareka no manazashi
- 2016 – Your Name
- 2019 – Weathering with You
- 2022 – Suzume